# Gaizka Garitano
Gaizka Garitano Aguirre (ur. 9 lipca 1975 w Bilbao) – hiszpański piłkarz narodowości baskijskiej, pomocnik, trener piłkarski.

## Kariera piłkarska
Lata jego profesjonalnej kariery piłkarskiej przypadły na okres od 1993 do 2009 roku. Był w tym czasie graczem sześciu klubów. Przygodę z futbolem rozpoczął w Athleticu Bilbao, z którego był wypożyczany do UE Lleida i SD Eibar. Później występował w CD Ourense, ponownie w Eibarze, a także w Realu Sociedad oraz Deportivo Alavés. W Primera División grał jedynie w sezonach 2005/2006 i 2006/2007 – zdobył pięć goli w 50 spotkaniach najwyższej klasy rozgrywkowej w Hiszpanii.

## Kariera trenerska
Po zakończeniu kariery poświęcił się pracy szkoleniowej. Od 2009 do 2010 roku pracował w SD Eibar jako asystent trenera, przez następne dwa lata – jako szkoleniowiec drużyny rezerw, a od 2012 roku prowadzi samodzielnie pierwszy zespół. W sezonie 2012/2013 wywalczył z nim awans do Segunda División, zaś w sezonie 2013/2014 poprowadził swych podopiecznych do zwycięstwa w drugoligowych zmaganiach. Armeros po raz pierwszy w swojej historii uzyskali promocję do La Liga. Na zakończenie sezonu 2014/2015 rozwiązał kontrakt z klubem. Drużyna zajęła 18. miejsce w Primera División i uniknęła spadku do niższej ligi tylko z powodu karnej degradacji Elche CF. W 2015 roku został trenerem Realu Valladolid, ale jeszcze w tym samym roku pożegnał się z tym stanowiskiem. 1 lipca 2016 roku został trenerem Deportivo La Coruña. 27 lutego 2017 roku został zwolniony z Deportivo.